# Contea di Barton (Kansas)
La contea di Barton in inglese Barton County è una contea dello Stato del Kansas, negli Stati Uniti. La popolazione al censimento del 2010 era di 27 674 abitanti. Il capoluogo di contea è Great Bend.

## Geografia fisica
L'U.S. Census Bureau certifica che l'estensione della contea è di 2331,51 km², di cui 2318,04 km² composti da terra e 13,47 km² composti di acqua.

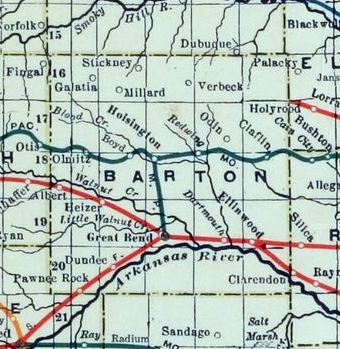

### Contee confinanti
- Contea di Ellis - nordovest
- Contea di Russell - nord
- Contea di Ellsworth - nordest
- Contea di Rice - sudest
- Contea di Stafford - sud
- Contea di Pawnee - sudovest
- Contea di Rush - ovest

## Infrastrutture e trasporti
- U.S. Route 56
- U.S. Route 281
- Kansas Highway 4
- Kansas Highway 96
- Kansas Highway 156

## Geografia antropica

### Città
- Albert
- Claflin
- Ellinwood
- Galatia
- Great Bend
- Hoisington
- Olmitz
- Pawnee Rock
- Susank

### Area non incorporata
- Beaver
- Boyd
- Dartmouth
- Dent Spur
- Dubuque
- Dundee
- Farhman
- Heizer
- Hitschmann
- Millard
- Langley
- Redwing
- South Hoisington
- Stickney

### Township
La contea di Barton è divisa in ventidue township.
Le città di Ellinwood, Great Bend e Hoisington sono considerate governmentally independent e sono escluse dai dati del censimento per le Township.
Le Township della contee sono:
- Albion
- Beaver
- Buffalo
- Cheyenne
- Clarence
- Cleveland
- Comanche
- Eureka
- Fairview
- Grant
- Great Bend
- Independent
- Lakin
- Liberty
- Logan
- North Homestead
- Pawnee Rock
- South Bend
- South Homestead
- Union
- Walnut
- Wheatland